# تسفايبروكن
تسفايبروكن (بالألمانية: Zweibrücken) هي مدينة و urban district of Germany تقع في راينلند بالاتينات في ألمانيا. يقدر عدد سكانها بـ 34,842 نسمة .

## المدن التوأمة
مدن بولوني سور مير، باري (أونتاريو)، Yorktown و كورسك (مدينة) هي مدن توأمة لتسفايبروكن.

## أعلام
- هيرمان آنشوتز
- ماريان إرينستروم
- أندريا مولر
- بترا بورن
- فريدريش ويلهلم شولتز
- يوهان فريدريش هان
- جاكوب فايس